# Palais royal de Luang Prabang

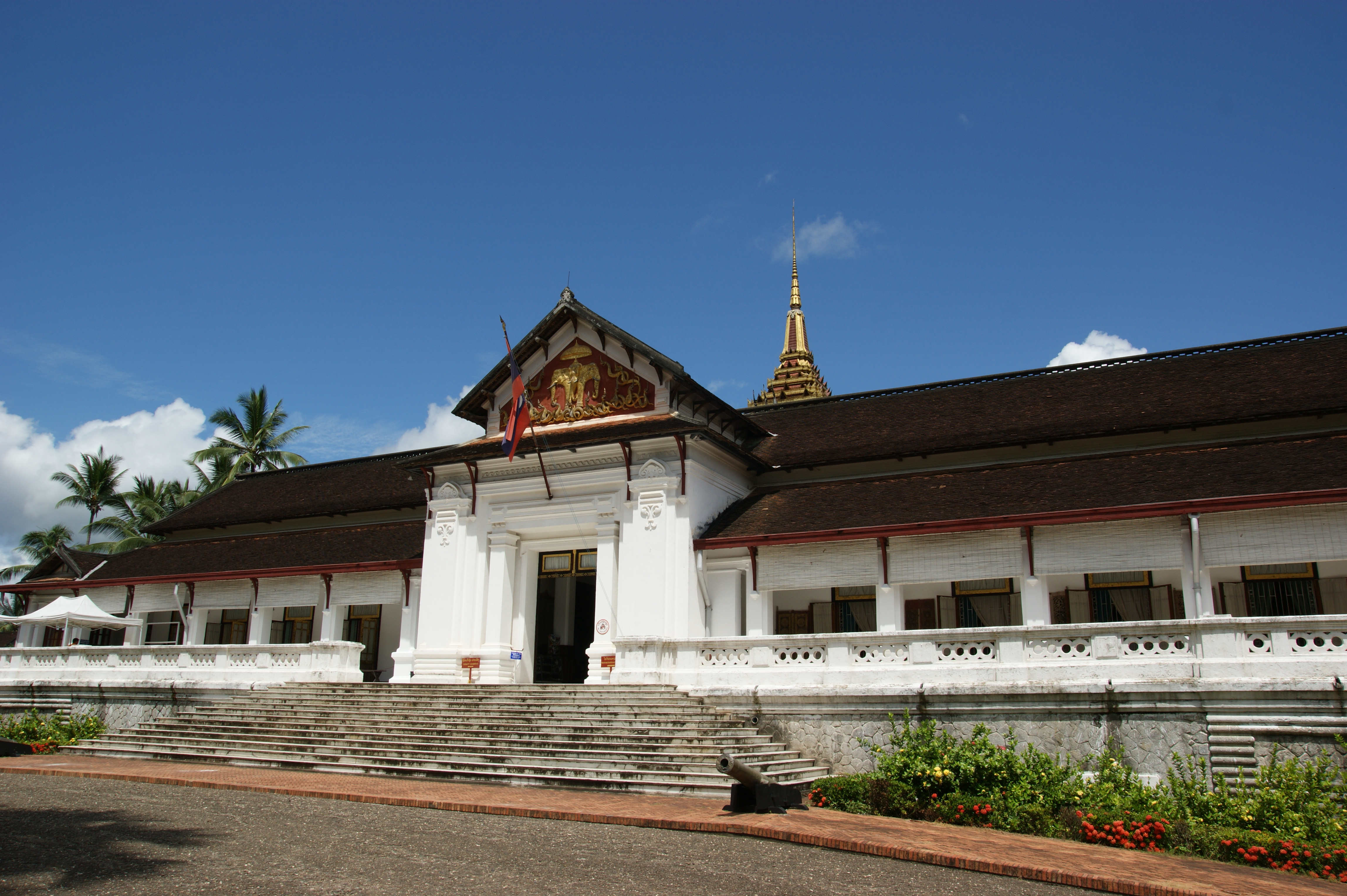
Le palais royal en août 2009.

Le palais royal (Haw Kham) de Luang Prabang, Laos est un bâtiment construit entre 1904 et 1909, à l'époque du protectorat français du Laos, pour le roi Sisavang Vong et sa famille. Le site a été choisi pour que les visiteurs officiels venus par le Mékong puissent débarquer directement à son pied pour y être reçus.
Après la mort de Sisavang Vong en 1959, son fils Savang Vatthana et les siens ont été les derniers à occuper le palais. En 1975, le royaume du Laos a été aboli par les communistes et la famille royale envoyée en camp de rééducation. Le palais a alors été transformé en musée.

## Le site
L'enceinte du palais abrite plusieurs autres bâtiments :
- La cuisine/entrepôt
- L'abri de la barque royale
- Une salle de spectacle
- Le Haw Pha Bang, une nouvelle pagode destinée à abriter le Phra Bang, une précieuse statue de Bouddha
- Le bâtiment du personnel

Les jardins sont ornés d'un bassin et il y a deux canons à l'entrée du palais. Une statue en pied de Sisavang Vong se trouve devant la salle de spectacle.

## Le bâtiment
L'architecture du bâtiment est un mélange de Style Beaux-Arts français et de motifs laotiens. Il ne comporte qu'un seul niveau, construit sur un double plan cruciforme, l'entrée étant située au centre de la croix inférieure. Au-dessus de l'entrée se trouve un éléphant à trois têtes abrité par un parasol blanc, symbolisant la monarchie laotienne. Les marches de l'entrée sont en marbre importé d'Italie. Le grand hall d'entrée présente de nombreux objets religieux et royaux.
À droite de l'entrée se trouve l'ancienne salle de réception du roi, où des bustes des souverains laos sont exposés avec deux grands panneaux dorés et laqués représentant des scènes du Ramayana, œuvre de l'artisan local Thit Tanh. Les murs de la pièce sont couverts de peintures murales datant de 1930 et représentant des scènes de la vie traditionnelle lao, œuvre de la française Alix de Fautereau. Le thème de chaque mur correspond au moment de la journée où il est éclairé par la lumière entrant par les fenêtres.
Dans la pièce la plus à droite se trouve une collection des objets les plus précieux, notamment le Phra Bang, une statue du bouddha en Abhaya-Mudrā (dissipant la peur), haute de 83 cm et pesant environ 50 kg. Elle est constituée d'un alliage d'or, de bronze et d'argent.
Selon la légende, elle aurait été fondue au Sri Lanka vers le Ier siècle et offerte au roi khmer Sithean Reachea, qui en aurait fait don en 1359 au roi Fa Ngum, fondateur du Lan Xang (premier royaume lao). Les siamois emportèrent deux fois la statue en Thaïlande, en 1779 et en 1827, mais elle fut rendue au Laos par le roi Mongkut (Rama IV) en 1867. Il existe des rumeurs selon lesquelles la statue serait une copie, dont l'original serait conservé à Vientiane, ou même à Moscou. La « vraie » statue aurait des feuilles d'or sur les yeux et un trou dans une cheville. Le Phra Bang doit être transféré dans le Haw Pha Bang, une pagode construite entre 2000 et 2010 à cette intention. Dans la même pièce se trouve un autre bouddha avec trois grandes défenses d'éléphants et trois beaux écrans de soie à motifs religieux brodés par la reine.

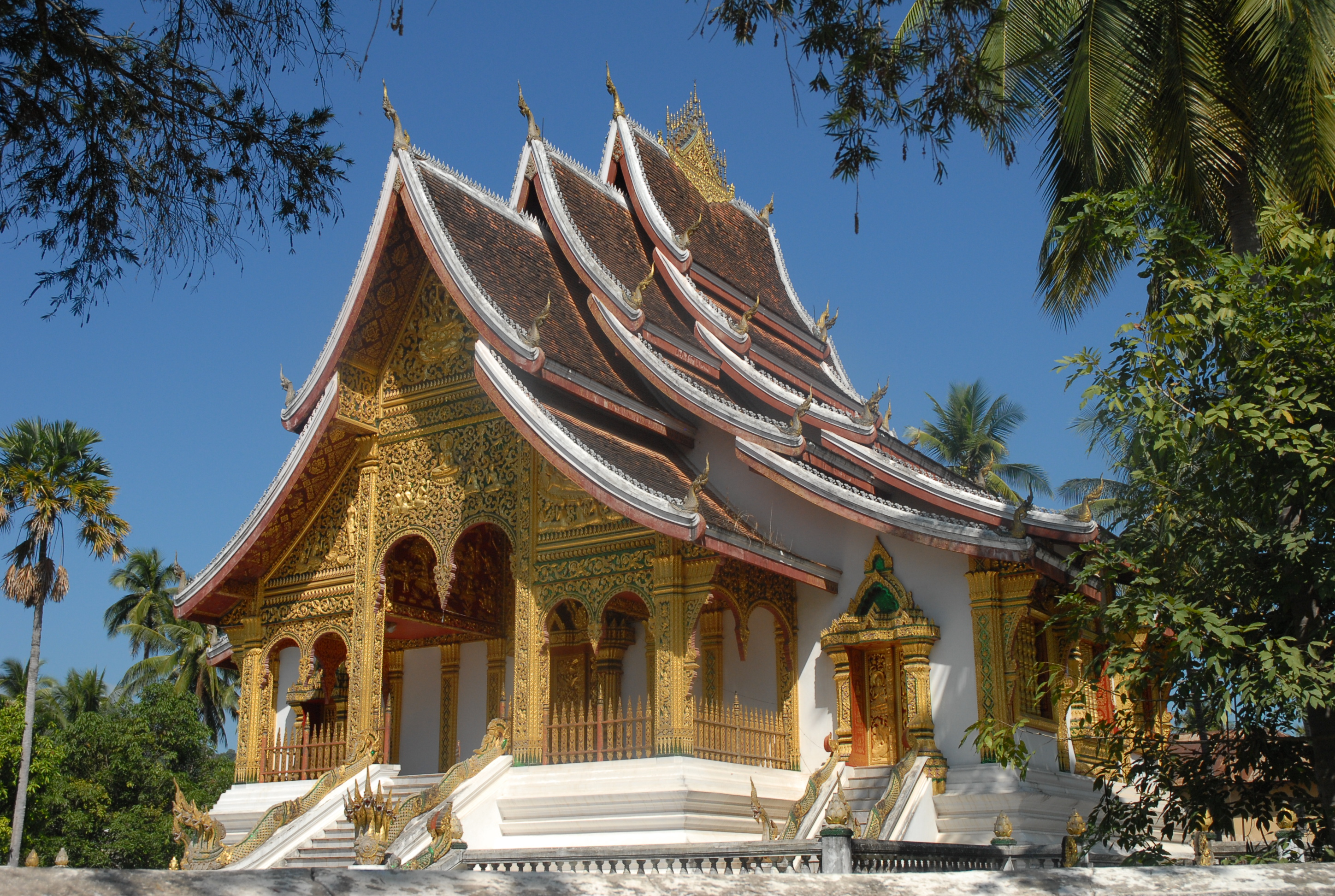
Le Haw Pha Bang, nouvelle pagode destinée à abriter le Phra Bang.

À gauche du hall d'entrée, la salle de réception du secrétaire présente des peintures, de l'argenterie et des céramiques offerts comme cadeaux d'État par la Birmanie, le Cambodge, la Thaïlande, le Viêt Nam, la Chine, le Japon, la Hongrie, la Pologne, la Russie, le Népal, les États-Unis, le Canada et l'Australie. Ces objets sont groupés selon leur provenance, des pays « socialistes » ou « capitalistes ».
La pièce la plus à gauche était jadis la salle de réception de la reine. De grands portraits du roi Savang Vatthana, de la reine Khamphoui et du prince héritier Vong Savang, peints par Ilya Glazounov en 1967, y sont exposés. On peut y voir aussi des drapeaux commémoratifs de l'amitié du Laos avec la Chine et avec le Viêt Nam et des répliques de sculptures du musée national de New Delhi.
Dans les pièces de l'arrière se trouvent les logements de la famille royale. Les chambres ont été conservées dans leur état de 1975, au moment du départ du roi. Il y a aussi une salle à manger et une pièce abritant le sceau royal et des médailles.
La salle du trône, située entre les deux parties du bâtiment, abrite les joyaux de la couronne du Laos.